# Bataille de Grasla
Guerre de Vendée
Batailles
La bataille de Grasla se déroule le 11 janvier 1794 lors de la guerre de Vendée.

## Prélude
Le 9 janvier 1794, les forces vendéennes de Charette et de Joly s'emparent de Saint-Fulgent. Cependant, la colonne de l'adjudant-général Dominique Joba lance une contre-attaque dès le lendemain et reprend la localité,. Les Vendéens sont dispersés et se replient sur la forêt de Grasla, au sud des Brouzils, où ils reconstituent leurs forces. Mais Joba s'y présente le 11 janvier,,.

## Forces en présence
D'après le général Duval, la colonne de Joba est forte de 1 200 fantassins et 200 cavaliers, tandis que les Vendéens sont au nombre de 3 000,
Dans ses mémoires, l'officier vendéen Pierre-Suzanne Lucas de La Championnière écrit quant à lui qu'à cette période l'armée n'était « souvent pas plus de mille à douze cents hommes ».

## Déroulement
Le combat s'engage le 11 janvier, en fin de journée,. Les Vendéens se portent à la rencontre des républicains du côté des Brouzils,. Ils mettent en fuite l'aile gauche de leur colonne, mais ils sont repoussés par des soldats embusqués alors qu'ils se lancent à la poursuite des fuyards,. Selon le récit de Duval, les Vendéens occupent une position avantageuse devant la forêt, la fusillade dure quatre heures et l'issue du combat semble longtemps indécise.  
Charette est blessé d'une balle au bras, près de l'épaule,,. Selon Lucas de La Championnière : « Il ne parut nullement affecté et peu de gens s'aperçurent de ce qui venait d'arriver ». Cependant les rangs des Vendéens finissent par fléchir,. D'après Lucas de La Championnière, Joly abat un de ses hommes pour tenter d'enrayer la panique,. 
Joba lance alors une charge à la baïonnette avec les forces de son aile droite et les insurgés se replient à l'intérieur des bois,. Mais d'après Lucas de La Championnière, ils sont poursuivis au-delà de la forêt. Les Vendéens empruntent alors des chemins étroits qui empêchent la cavalerie de les poursuivre et se replient sur Saint-Christophe-la-Chartreuse, à Rocheservière, d'où ils gagnent ensuite les bois de Grammont,

## Conséquences
Les Vendéens restent terrés dans les bois de Grammont le 13 janvier. Deux colonnes républicaines passent à proximité sans rien apercevoir. Cependant, les insurgés s'emparent d'un convoi de foin qui suivait. Ils se portent ensuite vers la forêt de Grand'Landes, mais Joba les rattrape à La Chambaudière, au sud de Legé. Après quatre heures de fusillade, les insurgés s'enfoncent dans les bois, où les républicains n'osent pas les poursuivre. 
Le 14 janvier, sur la base de renseignements fournis par des prisonniers, Joba tend une embuscade dans la forêt de Touvois, au nord de la forêt de Grand'Landes, et y attend Charette. Cependant des grenadiers attaquent trop tôt et la surprise échoue. Charette parvient à s'échapper et à semer ses poursuivants. Il trouve refuge dans le couvent du Val de Morière, un lieu isolé au milieu de landes désertes et à l'écart des voies de communications, où vivent encore une demi-douzaine de religieuses. Encore accompagné de quelques centaines de ses hommes, Charette y fait soigner sa blessure et y demeure caché pendant deux jours.
L'adjudant-général Joba regagne Chantonnay, où il fait cantonner sa troupe. Mais à Machecoul, le général Haxo est informé le 16 janvier de la présence de Charette avec 500 à 600 hommes au Val de Morière. Il s'y précipite, mais trouve les lieux pratiquement déserts. Seules six ou sept personnes sont atteintes. Sur les conseils de Marie Élisabeth Benigne Voyneau Duplessis de Montsorbier, rencontrée au Val de Morière, Charette retourne se réfugier dans la forêt de Grasla. Entre le 17 et le 26 janvier, il se soigne et demeure caché à Saligny, dans la forêt de Grasla ou dans d'autres bois environnants.